# ST1M
ST1M (né le 4 novembre 1986 à Togliatti, oblast de Samara), aussi connu sous les pseudonymes Billy Milligan et Ragen V, est un rappeur russe.

## Biographie
En 2005, ST1M participe à un battle Internet sur le site web hip-hop.ru, qu'il remporte à une voix près. Par la suite, un contrat est signé avec le label King Ring, géré par le rappeur Seryoga. La même année, il figure dans la liste des 10 rappeurs les plus prometteurs du pays selon le site rap.ru.
À l'été 2010, St1m, en collaboration avec l'artiste somalien K'Naan, enregistre la reprise russe de Wavin' Flag, hymne de la campagne de football de Coca-Cola dans le cadre de son parrainage de la Coupe du monde de la FIFA 2010. Le 11 février 2013 débute le concours musical Я — рэпер (litt. : Je suis un rappeur), dont le juge principal et producteur est ST1M. Le concours est organisé dans le but de révéler les talents des nouveaux MC du pays. Le gagnant du concours est le MC Bin (de Biélorussie) avec qui ST1M enregistre un morceau commun, le premier prix du concours.
Le 19 juin 2013, un diss track est publié en ligne, enregistré sous le pseudonyme de Billy Milligan. C'est ainsi que débute le projet parallèle Billy Milligan. Le 21 juin 2013, le site Rap.Ru publie une interview de Billy Milligan, Я вернусь и развеселю!, dans laquelle il est question du projet, ainsi que de son avenir. Le 15 juillet 2013, la vidéo documentaire … июнь est mise en ligne. Le 9 août 2013, un clip est publié pour le deuxième single, la chanson Futurama, qui prend ensuite la 20e place dans la liste des 50 meilleurs morceaux de 2013 selon rap.ru. Ayant décidé de s'essayer à nouveau au « grand jeu », il participe au rap battle fermé Versus (ru), en compétition avec Harry Topor, MC de Saint-Pétersbourg. Le 16 septembre 2013, le morceau Хочу ад est publié. Le 8 octobre sort le morceau Billy Milligan. Le 24 octobre, une interview de Billy Milligan dans le podcast OXX et le morceau По пятам sont publiés, dont les paroles sont utilisées dans une performance à Versus Battle.
Le 28 octobre 2013, un clip sort pour le morceau 4 ноября du groupe Black Bros, auquel ST1M participe. Le 4 novembre 2013, le morceau homonyme 4 ноября sort. Le même jour a lieu la sortie de l'EP Ни слова о любви. Le 3 décembre 2013, l'invitation vidéo Добро пожаловать est diffusée. Le 10 décembre a lieu la première du morceau Руки в потолок. Le 17 décembre 2013, le morceau Ave Billy sort. Le 28 décembre 2013, Billy Milligan partageait ses impressions de 2013 avec rap.ru.
Le 24 juillet 2015, une collaboration avec le groupe Black Bros. sort mini-album King est de retour. Le 18 septembre 2015 sort l'EP За гранью, dans lequel ST1M s'essaye à la pop urbaine. Son EP 1999 sort le 6 décembre 2019.

## Discographie

### Albums studio
- 2007 : Я — рэп
- 2008 : Достучаться до небес
- 2010 : Октябрь
- 2012 : Когда погаснут софиты
- 2020 : Аггро 2.0

### EP
- 2013 : Феникс
- 2014 : Ни слова о любви
- 2015 : Айсберг
- 2015 : King is Back
- 2015 : За гранью»
- 2015 : Антарес
- 2017 : King is Back 2
- 2017 : Выше облаков
- 2018 : Салют
- 2018 : Мёртвые розы
- 2018 : Право на счастье
- 2018 : С чистого листа
- 2019 : Калейдоскоп
- 2019 : Корабли
- 2019 : 1999
- 2020 : King is Back 3
- 2021 : Сьерра-Леоне
- 2021 : Окна
- 2021 : Подслушано
- 2021 : Habanero
- 2021 : Цитрус
- 2021 : Kaif
- 2022 : Raphead
- 2022 : Bella Ciao
- 2023 : Аванпост
- 2023 : MMXXII
- 2024 : Стикс
- 2024 : Золотые купола
- 2024 : Restart

### Compilations
- 2013 : Неизданное
- 2014 : Неизданное, ч. 2
- 2015 : Неизданное, ч. 3
- 2016 : Неизданное, ч. 4
- 2017 : Неизданное, ч. 5
- 2018 : Неизданное, ч. 6
- 2019 : Неизданное, ч. 7
- 2019 : Лучшее
- 2020 : Семнашка